# Psyche limulus
Psyche limulus är en fjärilsart som beskrevs av Alois Friedrich Rogenhofer 1889. Psyche limulus ingår i släktet Psyche och familjen säckspinnare. Inga underarter finns listade.